# Charles Hugo
Charles-Victor Hugo (født 3. november 1826 i Paris, død 13. marts 1871 i Bordeaux) var en fransk forfatter. Han var søn af Victor Hugo og bror til François Victor Hugo.
Hugo var 1848 sekretær hos udenrigsminister Lamartine, arbejdede ved faderens blad Événement og fulgte ham i landflygtighed, vendte hjem til Paris 1869 og blev medredaktør af det radikale Rappel. Af hans fantastiske, radikale romaner kan nævnes: Le cochon de Saint-Antoine (3 bind, 1857), La boheme dorée (3 bind, 1859); La chaise de pailte (3 bind, 1859) osv. Hans enke giftede sig senere med Édouard Lockroy.